# Orthopedagogiek
De orthopedagogiek is een volwaardige en autonome specialisatie binnen de pedagogiek/pedagogische wetenschappen die op een wetenschappelijke wijze het handelen bestudeert in problematische opvoedingssituaties. 
De orthopedagogiek als wetenschappelijke discipline is erop gericht: 
1. Inzicht te verwerven in de antecedenten, de aard en de gevolgen van atypisch opvoeden, en van atypische ontwikkelings-, leer- en gedragsprocessen.
2. Bij te dragen aan de ontwikkeling van effectieve strategieën voor de preventie, diagnostiek en interventies ten aanzien van opvoedings-, ontwikkelings-, leer- en gedragsproblemen.

De orthopedagogiek is niet alleen gericht op de studie en de behandeling van individuele stoornissen en beperkingen, maar ook op het handelen in de problematische opvoedingssituatie als geheel. Ze heeft daarbij bijzondere aandacht voor de context.
In de Belgische wetgeving wordt de orthopedagogiek erkend als een autonoom gezondheidszorgberoep (klinische orthopedagogiek genoemd), door de Hoge Gezondheidsraad als volgt gedefinieerd: 
“Het uitoefenen van de klinische orthopedagogiek is het vanuit een wetenschappelijk onderbouwd referentiekader verrichten van autonome handelingen gericht op de preventie, de diagnostiek, de begeleiding en behandeling van opvoedings-, ontwikkelings-, leer-, gedrags- en emotionele problemen en de psychosociale gevolgen ervan bij kinderen, jongeren of volwassenen en hun context. De orthopedagogiek is de discipline die de theorieën, modellen, methoden en technieken ontwikkelt voor het bedoelde wetenschappelijke referentiekader” (Advies van de HGR 9380, 2017, p. 1).

## Klinisch orthopedagoog
Een klinisch orthopedagoog heeft een academische bachelor in pedagogiek/pedagogische wetenschappen afgerond en een master in orthopedagogiek. Het is dus een specialisatie in het wetenschappelijk onderwijs.
De klinisch orthopedagoog maakt voor mensen met ontwikkelings, leer- en gedragsproblemen een behandel- en begeleidingsplan dat hun situatie kan verbeteren. Zodoende probeert de klinisch orthopedagoog ervoor te zorgen dat zij de hulp krijgen die het beste bij hun karakter en problemen aansluit, met als doel hun ontwikkeling te optimaliseren en hun participatiekansen te maximaliseren.
Om dat te bereiken verricht de klinisch orthopedagoog psychologisch onderzoek bij de mensen om te achterhalen met welke problemen zij kampen en wat daarvan de oorzaak is. Bij de daaropvolgende behandeling betrekt de klinisch orthopedagoog ook de begeleiders of familie en vrienden, aan wie hij of zij adviezen geeft met betrekking tot de begeleiding en de therapeutische handelingen die zij zelf kunnen verrichten.

## Opleiding
De opleiding tot "klinisch" orthopedagoog is een universitaire studie. Meestal is het een afstudeerrichting van de master in de pedagogiek of in de pedagogische wetenschappen. Ze wordt onder meer aangeboden aan de:
- Erasmus Universiteit Rotterdam[3]
- Universiteit van Amsterdam
- Vrije Universiteit Amsterdam
- Rijksuniversiteit Groningen
- Universiteit Leiden
- Radboud Universiteit
- Universiteit Utrecht
- Fontys Hogeschool Pedagogiek
- Katholieke Universiteit Leuven
- Universiteit Gent

Daarnaast bestaat er ook een bachelor in de orthopedagogie, wat eigenlijk een opleiding is tot "praktijkgericht" orthopedagoog.
- AP Hogeschool Antwerpen
- Karel de Grote Hogeschool
- Vives Hogeschool
- Hogeschool Gent
- Odisee
- UC Leuven-Limburg